# Alveolata
Alveolatele (Alveolata) sau alveolobiontele reprezintă o supraîncrengătură a chromistelor, care include 3 încrengături de organisme unicelulare: Dinoflagellata, Apicomplexa și Ciliophora. Este un taxon monofiletic, monofilia alveolatelor se bazează în principal pe studiul ADN-ului ribozomal (18S ARNr). Alveolatele au o trăsătură comună: prezența de vezicule submembranare, numit alveole. Alveole  cilioforelor pot fi servi drept rezervor de calciu; la dinoflagelate alveolele conțin plăci de celuloză constituente ale tecilor.